# در برابر باد
در برابر باد یک مینی‌سریال استرالیایی است که در سال ۱۹۷۸ منتشر شد. این درام تاریخی، اشغال ایرلند توسط بریتانیا و همچنین توسعهٔ استرالیا و نیو ساوت ولز را روایت می‌کند.
جان اینگلیش برای بازی در این مجموعه برندهٔ «بهترین بازیگر تازه‌کار» جایزه لوگی در سال ۱۹۷۹ شد. این سریال نخستین تولید تلویزیونی بزرگ استرالیایی بود که در ایالات متحده آمریکا پخش شد.

## بازیگران و صداپیشگان
| نقش                 | بازیگر         |
| ------------------- | -------------- |
| مری مالوین          | مری لارکین     |
| جاناتان گرت         | جان اینگلیش    |
| دینی اوبرون         | جرارد کندی     |
| پالی مک‌نامارا       | کری مک‌گوایر    |
| ویل پرایس           | فرانک گالاشر   |
| ستوان موریس گوریل   | وارویک سیمز    |
| جوناس پایک          | هیو پرایس      |
| سروان چارلز ویلتشیر | فرد پارسلو     |
| لوئیزا ویلتشیر      | لین رینبو      |
| فرمانده فیلیپ       | جیم نورتون     |
| مایکل اوکانر        | برایان براون   |
| فرانسیس مالوین      | پیتر گوئین     |
| کاترین مالوین       | رز دوینتر      |
| خانم اوکانر         | جنیفر کلایر    |
| ناخدا دینت          | تیم الیوت      |
| ستوان ویلیام برن    | آدرین رایت     |
| دکتر بیر            | ارنی بارنی     |
| دکتر بالوین         | آنتونی هاوکینز |
| آقای نیکولز         | پیتر کامینگز   |
| پدر دیکسون          | راجر اوکلی     |
| ژنرال ژوزف هولت     | یو مانرو       |
| سروان آبوت          | دُن بارکر       |
| سرگرد جانسون        | دُن بارخام      |
| سروان لیام جانسون   | دیوید کامرون   |
| آشپز                | جولیا بلیک     |

## بازیگران
- مری لارکین: در نقش مِری مالوِین
- جان اینگلیش: در نقش جاناتان گـَرِ ت
- کِری مک گوایر: در نقش پالی مک نامارا
- فرانک گالاشر: در نقش ویل پرایس
- جرارد کندی: در نقش دینی اُوبایرن
- هیو پرایس: در نقش جوناس پایک
- وارویک سیمز: در نقش اِنساین گرویل
- لین رینبو: در نقش لوییزا ویلتشایر
- فردریک پارسلو: در نقش کاپیتان ویلتشایر
- برایان براون: در نقش مایکل کانر
- جولیا بلیک: در مقش آشپز
- راد مولینر
- کریس هِیوود
- شان اسکالی
- فرانک ترینک
- والاس ایتِن
- وینسنت بال
- جان استـَنتُون

## قسمت‌های مجموعه
1. هسته‌های آتش
2. غازهای وحشی
3. مسئلهٔ گناه
4. کشیش شلاق‌زن
5. توافق افسران با دیگران
6. خانه‌ای برفراز تپه
7. درخت آزادی
8. وقتی شاهان به جنگ می‌روند
9. دوستِ کشاورز
10. مرگ و زندگی
11. روح تشکیلات
12. دست شلاق‌زن
13. تابستانِ بادآورده